# ويليام تيل
ويليام تيل (بالإنجليزية: William John Tell)‏ هو مغن مؤلف وعازف قيثارة أمريكي، ولد في 7 فبراير 1980 في ميسيون فيجو في الولايات المتحدة.

## وصلات خارجية
- ويليام تيل على موقع ميوزك برينز (الإنجليزية)
- ويليام تيل على موقع ديسكوغز (الإنجليزية)